# Hämeenjärvi (sjö i S:t Michel, Södra Savolax)
Hämeenjärvi är en sjö i kommunen S:t Michel i landskapet Södra Savolax i Finland. Sjön ligger 83,8 meter över havet. Den är 17 meter djup. Arean är 1,3 kvadratkilometer och strandlinjen är 16,29 kilometer lång. Sjön  ingår i Vuoksens huvudavrinningsområde.   Den ligger omkring 40 kilometer söder om S:t Michel och omkring 180 kilometer nordöst om Helsingfors. 
I sjön finns öarna Salakkasaari, Kärmesaari, Puolasaari och Leppäsaari. Hämeenjärvi ligger nordväst om Kuivajärvi. 